# 李荣桂
李荣桂（1903年—1932年），原名李安贫，安徽省寿县人。中国工农红军将领。

## 生平
1924年参加革命，同年加入中国共产党。第一次国共内战期间，参加讨伐夏斗寅叛变的战斗和南昌起义；后任红十一军第三十一师党代表，红一军第一师政治委员、党委书记，红四军第十师政治委员，鄂豫皖革命军事委员会参谋处主任。1931年白雀园肃反中被逮捕；1932年在鄂豫皖边被错杀。1945年，中国共产党第七次全国代表大会上被追认为革命烈士。